# Запаморочення (фільм, 1920)
«Запаморочення» (англ. High and Dizzy) — американська короткометражна кінокомедія режисера Хела Роача 1920 року.

## Сюжет
Гарольд з другом напивається самогону, потрапляє в різні ситуації і одружується на коханій дівчині.

## У ролях
- Гарольд Ллойд — хлопець
- Рой Брукс — його друг
- Мілдред Девіс — дівчина
- Воллес Гоу — її батько
- Вільям Гіллеспі
- Марк Джонс
- Гейлорд Ллойд
- Чарльз Стівенсон
- Ной Янг